# Trojzubec (rod)
Trojzubec (Danthonia) je rod trav, tedy z čeledi lipnicovitých (Poaceae). Jedná se o vytrvalé byliny. Jsou trsnaté. Stébla dorůstají výšek zpravidla 10-100 cm. Čepele listů jsou většinou ploché nebo svinuté, na vnější straně listu se při bázi čepele nachází místo jazýčku věneček chlupů. Květy jsou v kláscích, které tvoří latu, která je stažená či rozložitá, vzácněji jednoduchý hrozen. Klásky jsou zboku smáčklé, vícekvěté (zpravidla 2-10 květů), horní květy jsou však zpravidla sterilní. Na bázi klásku jsou 2 plevy, které přibližně stejné, bez osin, zašpičatělé. Pluchy jsou na vrcholu dvoulaločné, zpravidla osinaté, osin 1 nebo někdy 3, prostřední osina kolénkatá. Plušky jsou dvoužilné a dvoukýlné, bez osin. Plodem je obilka. Celkově je známo asi 21 druhů, hlavně na severní polokouli, vzácněji i adventivně.

## Taxonomická poznámka
Někteří autoři rozlišují rod Sieglingia (česky trojzubec) a Danthonia (česky plevnatec). Ve světě se někdy ještě rozlišují další rody: Brachatera, Brachyathera, Merathrepta, Wilibald-Schmidtia. V tomto článku se pojednává o rodu Danthonia v širším slova smyslu (s.l.), který zahrnuje i rod Sieglingia (pravděpodobně monotypický s druhem Sieglingia decumbens), popř. i ostatní menší rody.

## Druhy rostoucí v Česku
V České republice rostou pouze 2 druhy z rodu trojzubec (Danthonia s.l.). Relativně běžným druhem je trojzubec poléhavý (Danthonia decumbens, syn.: Sieglingia decumbens (L.) Bernh.). Je to druh chudých trávníků, často provází porosty smilky tuhé. Trojzubec lesostepní čili plevnatec lesostepní (Danthonia alpina) je v ČR kriticky ohrožený druh (C1) a roste pouze v jižní části Bílých Karpat.